# Joseph Lowthian Hudson
Joseph Lowthian Hudson, né le 17 octobre 1846 à Newcastle upon Tyne (Angleterre) et mort le 5 juillet 1912 à Worthing (Angleterre), est le cofondateur de la Hudson Motor Car Company. Il a aussi fondé, au Michigan, la chaîne de magasins The J.L. Hudson Company.

## Biographie
Il fonda avec Roy D. Chapin la Hudson Motor Car Company en 1909.
Ses restes sont rapportés à Détroit par le paquebot Oceanic.

## Sources
- (en) J. L. Hudson's Body on Oceanic sur The New York Times